# Lill-Stensjön (Hotagens socken, Jämtland, 711591-144125)
Lill-Stensjön är en sjö i Krokoms kommun i Jämtland och ingår i Indalsälvens huvudavrinningsområde. Sjön har en area på 0,306 kvadratkilometer och ligger 667,1 meter över havet. Lill-Stensjön ligger i Gråberget-Hotagsfjällen Natura 2000-område.

## Delavrinningsområde
Lill-Stensjön ingår i det delavrinningsområde (711631-144084) som SMHI kallar för Utloppet av Lill-Stensjön. Medelhöjden är 678 meter över havet och ytan är 2,63 kvadratkilometer. Det finns inga avrinningsområden uppströms utan avrinningsområdet är högsta punkten. Vattendraget som avvattnar avrinningsområdet har biflödesordning 4, vilket innebär att vattnet flödar genom totalt 4 vattendrag innan det når havet efter 302 kilometer. Avrinningsområdet består mestadels av skog (41 procent) och sankmarker (47 procent). Avrinningsområdet har 0,31 kvadratkilometer vattenytor vilket ger det en sjöprocent på 11,7 procent.